# Palais Royal

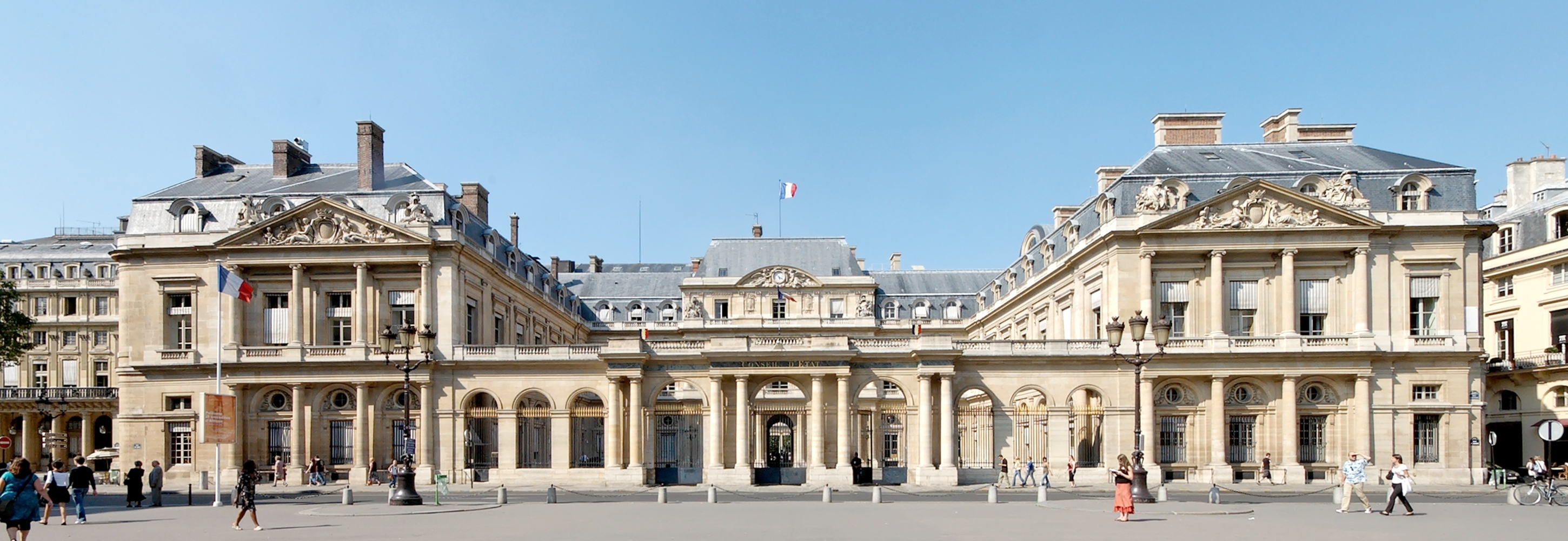
Hlavní vstup

Palais Royal (česky Královský palác) je významná historická památka v Paříži v 1. obvodu. V rozsáhlém komplexu dnes sídlí několik veřejných institucí, např. Comédie-Française. Na nádvoří paláce se nachází Jardin du Palais-Royal.

## Historie
Palác byl původně postaven architektem Jacquesem Lemercierem na žádost kardinála Richelieu roku 1622, který chtěl mít sídlo nedaleko Louvru. Tehdy se nazýval Kardinálským palácem. V roce 1781 byla stavba kompletně přestavěna a jednotlivé části prodány obchodníkům a podnikatelům, takže z původního paláce zůstalo pouze jihovýchodní křídlo Galerie des Proues.
Po kardinálově smrti roku 1642 zdědil palác král Ludvík XIII. Od roku 1643 po smrti Ludvíka XIII. regentka Anna Rakouská a její syn mladý Ludvík XIV. přesídlili z Louvru do tohoto paláce, který se tak od té doby nazývá královský. V roce 1661 Ludvík XIV. opět přesídlil do Louvru a jeho bratr Filip I. Orleánský získal palác pro svou potřebu. V roce 1662 palác zdědil jeho syn Filip II. Orleánský. Před Francouzskou revolucí palác získal Ludvík Filip II. Orleánský, který jej nechal přestavět po požáru v roce 1773. V letech 1781–1784 bylo kolem palácové zahrady postaveno asi 60 domů s arkádami, kde se nacházely byty, obchody, sklady, divadla a kavárny. Protože stavba patřila vévodovi z Orléansu, příbuznému krále, neměla sem přístup policie a tak zde existovala určitá svoboda shromažďování.
V roce 1636 bylo v přístavbě otevřeno divadlo, kde v letech 1660-1673 hrál se svým souborem Molière. Po jeho smrti sloužila budova jako opera a později vyhořela. Na konci 18. století byla znovu postavena a od roku 1786 zde sídlí Comédie-Française.
V době revoluce se Palais Royal stal centrem lidových nepokojů. Řečníci zde hovořili k davu při nepokojích, které předcházely útoku na Bastillu. 12. července 1789 Camille Desmoulins kázal přítomným a zval kolemjdoucí, aby nosili jako rozlišovací označení zelený list stromu, který znamená naději. Revolucionářka Anne-Josèphe Théroigne de Méricourt (1762–1817) se zde také objevovala čas od času se svou skupinou žen. V paláci byl v roce 1793 bývalým členem pařížské stráže zabit poslanec Louis-Michel Lepeletier de Saint-Fargeau, který hlasoval pro smrt krále. V tomto roce se palác stal majetkem státu.
Palais Royal sloužil po Brumairovém převratu (9. listopadu 1799) jako sídlo tribunátu (legislativní část konzulátu) až do jeho zrušení v roce 1807.
Palác byl vrácen rodině Orléans v roce 1814 a zůstal bydlištěm vévodů Orléans až do roku 1848. 24. prosince 1814 byl Pierre-François-Léonard Fontaine jmenován architektem orleánského vévody, aby provedl nezbytné úpravy k pohodlnému užívání. Po jmenování Ludvíka Filipa Orleánského francouzským králem byl Palais Royal krátce bydlištěm hlavy státu (od 9. 8. 1830 do jeho přesídlení do Tuilerijského paláce v září 1831). Palác vyplenili rebelové, kteří svrhli červencovou monarchii dne 22. února 1848.
Během bojů za Komuny byl palác v roce 1871 poničen. Byl obnoven o dva roky později pro sídlo Státní rady.
V roce 1985 ministr kultury Jack Lang vybral umělce Daniela Burena, aby na nádvoří paláce instaloval jedno ze svých uměleckých děl. Jedná se o černobílé mramorové sloupy různé výšky, které jsou v noci osvětlené zeleně fluoreskujícím světlem.

## Současné využití

Palais-Royal, Paris

V paláci dnes sídlí několik institucí:
- Státní rada (Conseil d'État) zde sídlí od roku 1875
- Ústavní rada (Conseil constitutionnel) a ministerstvo kultury
- Comédie-Française
- Tribunal des conflits – francouzský soud, který rozhoduje příslušnost mezi obecnými soudy a správními soudy